# グローバルベイス
グローバルベイス株式会社は、関東圏（東京都、神奈川県、埼玉県、千葉県）及び関西圏（大阪府、京都府、兵庫県、奈良県）の都市部を中心に中古マンション再生（リノベーション）事業や不動産の仲介及び売買を担う企業である。2002年設立。

## 概要
グローバルベイスは都市部を中心に、リノベーション向き中古マンションの調達・設計・施工・販売・アフターサービスを一貫して行うリノベーション総合企業である。
オーダーメイドリノベーションの「マイリノ」、リノベーション済物件販売の「リノコレ」、一棟丸ごとリノベーションの「グランドベイス」の3つのリノベーションサービスを提供している。

## 沿革
- 平成14年4月 - 会社設立
- 平成15年3月 - 本店を弦巻に移転
- 平成16年4月 - 中古再生事業に着手
- 平成19年9月 - 「GLOBAL BASE グローバルベイス」社名を商標登録・第5178181号
- 平成20年3月 - 累計供給戸数500戸突破
- 平成20年12月 - 自社商品のブランド「Renobase　リノベイス」を商標登録・第5191757号
- 平成21年11月 - 事業・業務の拡大により本社を渋谷クロスタワー（現在）に移転
- 平成22年3月 - 累計供給戸数1,000戸突破
- 平成24年9月 - 一棟リノベーション商品ブランド「GrandBaseグランドベイス」を商標登録
- 平成25年7月 - 累計供給戸数2,000戸突破
- 平成27年8月 - 恵比寿支店開設
- 平成28年3月 - ワンストップサービス「リノベイスフリー」開始
- 平成28年6月 - 子会社としてリノベイスデザイン株式会社を設立
- 平成29年4月 - 渋谷クロスタワー2Fにリノベーションラウンジ開設・恵比寿支店を渋谷青山支店に移転
- 平成29年5月 - 累計供給戸数3,000戸突破
- 平成29年6月 - オーダーメイドリノベーションサービス「My RENO」を商標登録
- 平成29年8月 - 自社商品のブランド「リノベイス」を「リノコレ」に、ワンストップサービス「リノベイスフリー」を「マイリノ」に名称変更
- 平成29年12月 - 異業種コラボリノベーションプラン・第１弾「RE : Apartment UNITED ARROWS LTD.」を提供
- 平成30年1月 - 異業種コラボリノベーションプラン・第２弾「GREEN DAYS」を提供
- 平成30年7月 - 異業種コラボリノベーションプラン・第３弾「マイリノペット」を提供
- 平成31年2月 - 異業種コラボリノベーションプラン・第４弾「オーシャンスタイルリノベーション」を提供
- 令和元年8月 - 家具・家電のサブスクリプションサービスを提供するクラスと業務提携
- 令和元年9月 - 異業種コラボリノベーションプラン・第5弾「MyRENO JOINT WORK WITH DULTON」を提供
- 令和2年5月 -大阪ガスグループに参画
- 令和2年8月-累計供給戸数4,000戸突破
- 令和3年2月-横浜店開設
- 令和3年8月-大阪支店開設
- 令和3年12月-渋谷青山支店及び横浜店を横浜支店に移転

## 関連会社
- リノベイスデザイン株式会社（グローバルベイス株式会社100％子会社）

## 加盟団体
- （公社）全日本不動産協会
- （公社）不動産保証協会
- （公社）首都圏不動産公正取引協議会
- （公財）東日本不動産流通機構
- （公財）近畿圏不動産流通機構
- （一社）リノベーション協議会
- （一社）不動産流通経営協会